# Nelly Cormeau
Nelly Idalie Cormeau, née le 25 avril 1897 à Schaerbeek (Bruxelles) et morte le 14 février 1959 à Ixelles, est une enseignante féministe connue en tant que critique littéraire et femme de lettres.

## Biographie
Elle vient d'une famille libérale originaire de Verviers. Doctorante en philosophie à l'ULB depuis 1922, elle poursuit une année d'étude en histoire de l'art avant d'enseigner le français au lycée de Schaerbeek puis au Lycée français. 
Elle épouse Jean Lameere (1901-1964), professeur de philosophie à l'ULB et créateur de la Société belge de philosophie dont elle assurera le secrétariat. Ensemble, ils sont reconnus par l'institut Yad Vashem de Jérusalem en 1980 pour leur aide dans la cache de Juifs durant la guerre. 

Elle assure le secrétariat général de la Fédération belge des femmes universitaires durant 7 ans (de 1929 à 1936) avant d'en assurer la vice-présidence jusque 1950. 

## Revues et journaux
Elle est très active dans la presse : elle écrit pour les revues La Nation Belge, Le Flambeau, Le Thyrse, et Synthèses et collabore avec le quotidien Le Soir pour 54 articles (depuis 1958). Elle contribue également par des causeries à l'INR (Institut national belge de radiodiffusion) et dans le cadre de son affiliation à la commission des Arts et des Lettres après la guerre, à quelques articles du Bulletin.

## Récompenses
L'Académie royale de langue et de littérature françaises lui décerne en 1948 le prix Lucien Malpertuis pour son ouvrage Physiologie du roman et le prix Emmanuel Vossaert en 1952 pour L'Art de François Mauriac. L'admiration réciproque que se portent François Mauriac et Nelly Cormeau les pousse à se citer tour à tour : Nelly étudiant attentivement les ouvrages de François Mauriac et François Mauriac citant Nelly Cormeau comme l'analyste de référence en ce qui concerne ses ouvrages. 

## Œuvres
- Physiologie du roman[3], La Renaissance du livre, Bruxelles, 1947.
- Hommage à Maurice Maeterlinck : [1862-1949][4], Institut National Belge de Radiodiffusion - INR, Bruxelles, 1949.
- Littérature existentialiste: le roman et le théâtre de Jean-Paul Sartre[5], Georges Thone, Liège,1950
- L'art de François Mauriac[6], Grasset, Paris, 1951.